# 大崎村 (高知県)
大崎村（おおさきむら）は、高知県吾川郡にあった村。現在の仁淀川町の中心部にあたる。

## 地理
- 河川：仁淀川、土居川

## 歴史
- 1889年（明治22年）4月1日 - 町村制の施行により、大崎村・相能村・宗津村・引地村の区域をもって発足。旧4村のほか、旧菜ノ川村本村・田村、旧相能村川口、旧引地村二子野・橘谷・遅越が大字となる。
- 1935年（昭和10年） - 現国道33号線の改修工事が終了。大型自動車の通行が可能となり、佐川駅 - 久万町を結ぶ省営バスが町内で営業開始[1]。
- 1955年（昭和30年）2月1日 - 名野川村と合併して吾川村が発足。同日大崎村廃止。

## 交通

### 道路
- 国道33号